# Annsert Whyte
Annsert Whyte (né le 10 avril 1987) est un athlète jamaïcain, spécialiste du 400 mètres haies. 

## Palmarès
| Date | Compétition                              | Lieu           | Résultat | Épreuve     | Temps   |
| ---- | ---------------------------------------- | -------------- | -------- | ----------- | ------- |
| 2016 | Jeux olympiques                          | Rio de Janeiro | 5e       | 400 m haies | 48 s 07 |
| 2018 | Jeux d'Amérique centrale et des Caraïbes | Barranquilla   | 2e       | 400 m haies | 48 s 50 |
| 2018 | Championnats NACAC                       | Toronto        | 2e       | 400 m haies | 48 s 91 |
| 2018 | Coupe continentale                       | Ostrava        | 2e       | 400 m haies | 48 s 46 |

## Records
| Épreuve     | Temps   | Lieu           | Date         |
| ----------- | ------- | -------------- | ------------ |
| 400 m haies | 48 s 07 | Rio de Janeiro | 17 août 2016 |